# Vistarino
Vistarino é uma comuna italiana da região da Lombardia, província de Pavia, com cerca de 1.118 habitantes. Estende-se por uma área de 9 km², tendo uma densidade populacional de 124 hab/km². Faz fronteira com Albuzzano, Copiano, Cura Carpignano, Filighera, Magherno, Marzano, Roncaro, Torre d'Arese.

## Demografia
| Variação demográfica do município entre 1861 e 2011                               |
|                                                                                   |
| Fonte: Istituto Nazionale di Statistica (ISTAT) - Elaboração gráfica da Wikipedia |